# Вудворд, Самуэль Пикворт
Самуэль Пикворт Вудворд (англ. Samuel Pickworth Woodward; 17 сентября 1821 — 11 июля 1865) — английский геолог и палеонтолог (малаколог).

## Биография
Родился 17 сентября 1821 года в Норидже, сын геолога Самюэля Вудворда.
С. П. Вудворд стал в 1845 году профессором геологии и естествознания в Королевском сельскохозяйственном колледже (ныне Royal Agricultural University) в Сайренсестере, а в 1848 году был назначен ассистентом на кафедру геологии и минералогии в Британском музее в Лондоне.
Самуэль Вудворд был автором многих трудов, включая работу «A Manual of the Mollusca» в трех частях (1851, 1853 и 1856). Он предложил термин Bernician Series для нижней части каменноугольного периода, ниже гравелитов.
В честь учёного назван минерал вудвордит, местонахождением которого является Корнуолл.
Умер 11 июля 1865 года в городе Герн Бэй графства Кент.

### Семья
Дети Самуэля Пикворта Вудворда:
- Бернард Генри Вудворд (1846—1916) — стал австралийским натуралистом.
- Гораций Болингброк Вудворд[англ.] (1848—1914) — тоже стал известным геологом.
- Бернард Бархам Вудворд[англ.] (1853—1930) — стал малакологом.